# 搗栗
搗栗（勝栗、かちぐり）は、栗の実から殻と渋皮を取り除いて乾燥させた保存食。延喜式では「搗栗子（かちぐり）」として記されている。

## 文化
栗のみを乾燥させてシワが寄ったものを臼でつき殻と渋皮を取り除く。搗栗（かちぐり）は栗の実を棒で突いて搗（か）ちたもの（殻と渋皮をむいたもの）という意味である。
「勝栗」とも表記し、勝ちの語句が縁起が良いことから、武家では戦勝の祝いに榧の実とともに供えられた。行事食として熊本県などでは正月に榧の実とともに供える風習があった。また、日本の民間伝承として搗栗を節分にまく風習も見られた。
なお、「勝栗」として蒸した栗を扁平に加工した菓子（打栗）を供することもあった。